# دوغلاس كاميرون
دوغلاس كاميرون هو فلاح وسياسي كندي، ولد في 8 يونيو 1854 في كندا، وتوفي بنفس المكان في 27 نوفمبر 1921. حزبياً، نشط في الحزب الليبرالي الكندي. انتخب Lieutenant Governor of Manitoba ‏ (1911 – 1916) وانتخب عضو برلمان مقاطعة أونتاريو.